# Tom James (Rugbyspieler)
Thomas „Tom“ James (* 17. April 1987 in Rhymney, Caerphilly) ist ein walisischer Rugby-Union-Spieler, der auf der Position des Außendreiviertels eingesetzt wird. Er spielt für die Cardiff Blues und kam bislang zu fünf Einsätzen in der walisischen Nationalmannschaft.
Jones kam im Jahr 2006 zu den Blues, zuvor hatte er für den Cardiff RFC und den Merthyr RFC gespielt. Er spielte für die U20-Nationalmannschaft, die 7er-Nationalmannschaft und repräsentierte Wales in der Leichtathletik über 1500 m. Bei seinem Debüt für die Blues gegen Edinburgh legte er gleich seinen ersten Versuch. Im Sommer 2007 wurde er erstmals für die walisische Nationalmannschaft nominiert und gab sein Debüt als Einwechselspieler gegen England.